# Violão no Brasil
O violão no Brasil descreve a história e o desenvolvimento do violão (conhecido internacionalmente como guitarra clássica ou violão de cordas de nylon) em território brasileiro, onde se tornou um dos instrumentos mais importantes e característicos da música do Brasil. Sua trajetória se inicia no Brasil Colônia com instrumentos precursores ibéricos e evolui ao longo dos séculos, assumindo papéis centrais em diversos gêneros musicais, como o choro, o samba e a bossa nova.
O instrumento se disseminou por diferentes estratos sociais e contextos musicais, transitando entre a música popular e a música erudita. É utilizado tanto como instrumento de acompanhamento rítmico e harmônico quanto como instrumento solista de grande virtuosismo.

## História

### Origens e período colonial
O precursor do violão no Brasil foi a viola de mão, instrumento de cordas dedilhadas popular em Portugal e na Espanha durante o Renascimento. Trazida pelos jesuítas e colonos portugueses a partir do século XVI, a viola de mão foi utilizada em contextos religiosos e, posteriormente, em gêneros populares nascentes.
Ao longo dos séculos, adaptações locais deram origem a diferentes instrumentos. Enquanto uma vertente resultou na viola caipira, com suas afinações variadas e cordas de aço, outra, ao adotar seis ordens de cordas simples e afinação em quartas (com uma terça maior central), consolidou-se como o violão. Este se tornou o principal instrumento harmônico nos centros urbanos, acompanhando gêneros como o lundu e a modinha.

### Afirmação no século XIX
Durante o século XIX, o violão se estabeleceu como um símbolo da cultura urbana do Rio de Janeiro, então capital do Império. Enquanto o piano era o instrumento da aristocracia, o violão era predominante nas ruas, nas serenatas e nos encontros de músicos populares, onde nasciam as bases do Choro.
Devido à sua associação com a boemia e as camadas populares, o instrumento adquiriu um estigma social, sendo frequentemente tratado de forma pejorativa pela elite.
Esse preconceito começou a ser desfeito no final do século e início do século XX, com o surgimento de violonistas que refinaram sua técnica e repertório.

## O violão nos gêneros musicais

### Choro
No Choro, o violão de 6 cordas é responsável pela base harmônica e pelo centro rítmico, executando as "levadas" características. Violonistas como João Pernambuco e Quincas Laranjeiras foram fundamentais na definição da linguagem do instrumento no gênero, com composições como "Sons de Carrilhões" se tornando clássicos.
Uma inovação crucial foi a introdução do violão de sete cordas, que adicionou uma linha de baixo melódica e contrapontística chamada "baixaria". A linguagem da baixaria foi consolidada e popularizada por Dino Sete Cordas (Horondino José da Silva), tornando-se um elemento definidor da sonoridade dos conjuntos de choro e samba.

### Samba
No samba, o violão atua como o elo entre a melodia e a percussão. A "batida" ou "levada" do violão no samba tradicional frequentemente sintetiza os padrões rítmicos de instrumentos como o surdo e o tamborim. O violão de sete cordas, por sua vez, realiza o contraponto (baixaria) que dialoga com a linha melódica do cantor.

### Bossa Nova
A Bossa Nova surgiu a partir de uma nova forma de tocar violão, desenvolvida por João Gilberto. Sua "batida" característica consistia em uma síntese rítmico-harmônica: com o polegar, ele tocava os baixos dos acordes de forma sincopada, enquanto os outros dedos pulsavam os acordes em um padrão rítmico derivado do samba. Isso criou um acompanhamento autossuficiente, fundindo harmonia e ritmo. O som dos violões de cordas de nylon da fábrica Di Giorgio tornou-se uma marca sonora do movimento.

### Música sertaneja e regional
Em diversas tradições regionais, o violão também desempenha papel central.
- Sertanejo de Raiz: O violão forma uma dupla com a viola caipira. No pagode de viola, subgênero criado por Tião Carreiro, a viola executa um ritmo complexo e sincopado enquanto o violão fornece uma base rítmica e harmônica sólida, criando uma polirritmia característica.[10]
- Baião: Na música de Luiz Gonzaga, o violão foi integrado à instrumentação tradicional (sanfona, zabumba, triângulo), adaptando sua levada para dialogar com a rítmica percussiva do gênero.[11]

## Principais violonistas
A evolução do violão no Brasil está diretamente ligada à contribuição de músicos que expandiram suas possibilidades técnicas e estilísticas.
| Violonista      | Gênero(s)                           | Principal contribuição                                                                 | Obras notáveis                                              |
| --------------- | ----------------------------------- | -------------------------------------------------------------------------------------- | ----------------------------------------------------------- |
| Garoto          | Choro Moderno, Samba-canção         | Harmonização moderna e técnicas que anteciparam a Bossa Nova.                          | Sinal dos Tempos, Jorge do Fusa, Lamentos do Morro          |
| Dilermando Reis | Valsa, Choro                        | Popularização do violão solista com um vasto repertório de composições próprias.       | Abismo de Rosas, Se Ela Perguntar, Uma Valsa e Dois Amores  |
| Luiz Bonfá      | Bossa Nova, Samba-jazz              | Compositor de temas de reconhecimento internacional.                                   | Manhã de Carnaval, Samba de Orfeu                           |
| Baden Powell    | Afro-samba, Samba-jazz              | Fusão de técnicas do violão clássico com a rítmica afro-brasileira.                    | Os Afro-Sambas (com Vinicius de Moraes), Tristeza on Guitar |
| Raphael Rabello | Choro, MPB, Instrumental            | Elevação do violão de 7 cordas à condição de instrumento solista virtuoso.             | Raphael Rabello (1982), Cry, My Cavaquinho (1987)           |
| Guinga          | MPB, Instrumental                   | Compositor com uma linguagem harmônica e melódica singular e complexa.                 | Cheio de Dedos (1996), Suíte Leopoldina (1999)              |
| Yamandu Costa   | Instrumental, Choro, Ritmos latinos | Virtuosismo técnico e fusão de diversos estilos musicais brasileiros e sul-americanos. | Yamandu (2001), Continente (2017)                           |

## Luteria
A construção de violões no Brasil (luteria) possui vertentes industriais e artesanais.
- Produção Industrial: As fábricas Di Giorgio (fundada em 1908) e Giannini (fundada em 1900) foram essenciais para a popularização do instrumento no país.[9][12] A Di Giorgio ficou associada à Bossa Nova, enquanto a Giannini, além da produção em massa, criou instrumentos como a Craviola, em parceria com o violonista Paulinho Nogueira.
- Luteria Artesanal: A construção de violões de concerto segue a tradição da escola espanhola de Antonio de Torres. No Brasil, luthiers como Sérgio Abreu são reconhecidos pela alta qualidade de seus instrumentos.[13]

## Ensino e estudo
O ensino do violão no Brasil se dá tanto por tradição oral, em gêneros populares, quanto pelo ensino formal em conservatórios e universidades. No meio acadêmico, o violonista e professor Henrique Pinto (1941-2010) é uma figura de destaque, tendo sido responsável pela formação de gerações de violonistas eruditos e pela elaboração de métodos de estudo como Iniciação Violonística.
Para a música popular, o trabalho do editor Almir Chediak foi um marco. Seus Songbooks, que transcreveram com precisão harmônica e melódica a obra de grandes compositores da MPB, tornaram-se uma referência para o estudo do violão brasileiro.
A vitalidade do instrumento é mantida por meio de festivais e concursos, como o Festival Internacional de Violão da UFMS e o Prêmio BDMG Instrumental, que servem de plataforma para novos talentos.